# Tarrant Monkton
Tarrant Monkton – wieś w Anglii, w hrabstwie Dorset. Leży 31 km na północny wschód od miasta Dorchester i 154 km na południowy zachód od Londynu.